# 3759 Piironen
3759 Piironen è un asteroide della fascia principale. Scoperto nel 1984, presenta un'orbita caratterizzata da un semiasse maggiore pari a 2,7189008 au e da un'eccentricità di 0,1177547, inclinata di 13,05044° rispetto all'eclittica.
L'asteroide è dedicato all'astronomo finlandese Jukka Piironen.